# Frontera entre els Estats Units i Micronèsia
La frontera entre els Estats Units i Micronèsia es completament marítima i es troba al nord de l'oceà Pacífic dins l'arxipèlag de Micronèsia al nivell de Guam.
L'agost de 2014 es va formalitzar un tractat amb una línia de demarcació sobre 16 punts:
- Punt 1 :13°05'51.5"N, 141°13'07.5"E
- Punt 2 :12°55'00.6"N, 141°20'49.9"E
- Punt 3 :12°33'14.0"N, 141°39'56.5"E
- Punt 4 :11°37'33.8"N, 142°28'23.2"E
- Punt 5 :11°10'41.6"N, 142°51'38.2"E
- Punt 6 :10°57'54.8"N, 143°02'39.7"E
- Punt 7 :10°57'14.3"N, 143°28'21.4"E
- Punt 8 :11°08'29.1"N, 144°29'55.2"E
- Punt 9 :11°13'19.3"N, 144°56'45.7"E
- Punt 10 :11°17'36.6"N, 145°23'45.1"E
- Punt 11 :11°22'08.6"N, 145°52'47.4"E
- Punt 12 :11°28'05.6"N, 146°31'35.8"E
- Punt 13 :11°31'12.0"N, 146°52'07.4"E
- Punt 14 :11°33'58.8"N, 147°11'37.9"E
- Punt 15 :11°36'51.1"N, 147°44'32.6"E
- Punt 16 :11°38'03.3"N, 147°44'32.6"E